# 357
Évszázadok: 3. század – 4. század – 5. század
Évtizedek: 300-as évek – 310-es évek – 320-as évek – 330-as évek – 340-es évek – 350-es évek – 360-as évek – 370-es évek – 380-as évek – 390-es évek – 400-as évek
Évek: 352 – 353 – 354 – 355 –  356 – 357 – 358 – 359 – 360 – 361 – 362

## Események

### Római Birodalom
- II. Constantius császárt és Iulianus caesart választják consulnak.
- Constantius császár áprilisban először - és utoljára - Rómába látogat és megünnepli Magnentius fölött aratott győzelmét.
- Constantius kiűzi a Pannoniába és Moesiába betörő szarmatákat és kvádokat.
- Augusztus 25. - Iulianus caesar az argentoratumi csatában (a mai Strasbourg mellett) döntő győzelmet arat a Galliába betörő alemannok felett.
- II. Sápur szászánida király követeket küld Constantiushoz és követeli, hogy szolgáltassa vissza azokat a mezopotámiai és örmény területeket, amelyeket több mint ötven éve Narsak király adott át a rómaiaknak egy vesztes háborút követően.
- A római nép zúgolódása miatt Constantius engedélyezi, hogy Liberius pápa visszatérjen a száműzetésből és a császár által kinevezett II. Felixszel együtt kormányozza az egyházat.
- András apostol és Lukács evangelista ereklyéit a konstantinápolyi Szent Apostolok templomába szállítják.
- Constantius megalapítja a konstantinápolyi császári könyvtárat.

### Kína
- Fu Seng, Korai Csin állam császárának hatalmát egy meglepetésszerű támadással megdönti unokatestvére, Fu Csien.

## Halálozások
- Fu Seng, Korai Csin állam császára

## Fordítás
- Ez a szócikk részben vagy egészben  a(z)   357 című angol Wikipédia-szócikk ezen változatának fordításán alapul.  Az eredeti cikk szerkesztőit annak laptörténete sorolja fel. Ez a jelzés csupán a megfogalmazás eredetét és a szerzői jogokat jelzi, nem szolgál a cikkben szereplő információk forrásmegjelöléseként.